# MUH-1 마린온
MUH-1 마린온(MARINEON)은 한국항공우주산업의 수리온 육군 기동헬기를 해병대에서 사용하기 위해 개조한 상륙기동헬기이다.

## 역사
2007년 독도함이 실전배치되었다. 2009년 해군은 독도함의 수송헬기 훈련을 위해 12대의 UH-60 블랙호크를 사용했다. 모두 염분을 막을 수 있는 방염처리가 안된 육상용 헬리콥터였다.
2013년 4월 17일, 방위사업청은 제66회 방위사업추진위원회를 열고 상륙기동헬기 체계개발 협상대상 업체로 한국항공우주산업(KAI)을 선정했다. 총사업비는 약 8,000억원이다. 그해 7월 KAI는 상륙기동헬기 개발에 착수했으며, 2015년 1월 초도비행에 성공했다. 함정과 해상 환경의 시험비행을 거쳐 2016년 1월 개발을 완료했다.
2016년, KAI와 방위사업청 간의 계약이 체결되었는데, 마린온 기동형 도입 수량은 30대, 양산비용은 총 6328억 원이다.
2018년 1월 10일, 마린온(MUH-1) 1호기와 2호기가 해병대에 인도되었다. 2023년까지 마린온 헬기 28대를 도입할 계획이었다. 독도함과 마라도함에는 마린온 수송헬기와 무장헬기 15대를 탑재할 수 있다. 한국은 독도함과 마라도함을 보유중이다.
2021년 4월 26일 국방부 장관 주관으로 개최된 방위사업추진위원회에서 마린온 무장형의 개발이 공식 결정되었으며, 2031년까지 1조 6천억 원의 사업비를 들여 24대를 도입하게 된다.

## 특징
육군형 KAI 수리온은 메인로터가 접히지 않는데, 마린온은 독도함의 격납고에 넣기 쉽게 메인로터가 접힌다.
수리온이 마린온으로 개조되기 위해서는 해풍의 염분에 기체가 부식되는 것을 막는 기체 방염처리, 야간 및 악천후시 자동 방향·거리 지시장치(TACAN) 개발, 헬기가 바다에 추락해도 일정시간 물위에 뜨게 하는 비상부주장비 개발이라는 3개의 난제를 극복해야만 한다.

## 기어박스
수리온은 대한민국 대통령 전용헬기였던 유로콥터 AS332 슈퍼퓨마를 국산화 한 것이다.
프랑스제 베스트셀러 헬기인 9.1톤 슈퍼퓨마는 프랑스제 1,600 마력 터보메카 마킬라 엔진 2기를 사용한다. 그러나, 한국은 UH-60 블랙 호크, AH-64 아파치, CN-235 수송기 등에 사용중인 미제 제너럴 일렉트릭 T700 엔진을 사용한다. 그래서 정비의 편의성 등을 감안해 슈퍼퓨마에 미제 제너럴 일렉트릭 T700 엔진을 장착했다. 그래서 새로운 엔진에 맞는 기어박스를 새로 설계해야 했다. 기어박스의 설계상 문제로 동력상실이 생겨 8.7톤 수리온이 탄생했다.
문제점은, 새로 설계한 기어박스라서, 안전성, 신뢰성을 오랜 기간동안 전세계 각국에서 검증받은 베스트셀러 슈퍼퓨마의 그 기어박스가 아니라는 점이다. 동력 손실율이 20%에 이르며, 진동문제가 심각하다는 전문가의 폭로가 보도되었다.
수리온 국산화율은 64%로 국내에서 수리할 수 없는 엔진·기어박스 등 핵심부품은 외국으로 다시 수리를 의뢰하게 돼 오히려 비용과 시간이 더 소요될 수 있다.

## 사건·사고
2018년 7월 17일, 마린온 2호기가 추락해, 5명이 사망하고 1명이 부상을 입었다. 포항 해병대 제1사단 비행장 활주로에서 정비 후 시험비행 중이던 마린온 2호기가 지상 약 10m 상공에서 추락해 화재가 발생했다. 사망자는 조종사 김모 중령(45), 부조종사 노모 소령(36), 정비사 김모 중사(26), 승무원 김모 하사(21), 박모 상병(20세) 등 5명이며, 정비사 김모 상사(42)는 병원으로 이송되었지만 의식불명이다. 헬기는 전소되었으며, 화재를 진압하던 소방대원 1명도 부상을 입었다. 마린온 1·2호기는 훈련 비행과 최종 임무 수행능력 평가 등을 거쳐 해병대 1사단 항공대에 실전 배치될 예정이었다.

## 사고 기록
- 1997년 9월 8일, 노르웨이의 유로콥터 AS332 L1 슈퍼퓨마 헬기가 추락해 12명 전원 사망. 심각한 메인 기어박스의 고장. 유로콥터는 노르웨이 항공사고조사위원회(AIBN)의 권고들 중 일부만 수용했다. en:Helikopter Service Flight 451 참조
- 2009년 4월 1일, 스코틀랜드의 유로콥터 AS332 L2 슈퍼퓨마 헬기가 추락해 16명 전원 사망. 비행 중 메인 로터가 동체에서 분리되었다. 영국 항공사고조사위원회(AAIB)는 심각한 메인 기어박스의 고장 때문이라고 발표했다. en:Bond Offshore Helicopters Flight 85N 참조
- 2016년 4월 29일, 노르웨이의 유로콥터 EC225 슈퍼퓨마 헬기가 추락해 13명 전원 사망. 2,000 ft(600 m) 상공을 비행 중 메인 로터가 동체에서 분리되었다.
- 2016년 5월, 수리온 엔진과 메인 회전로터 시스템을 연결하는 기어박스에 균열이 생겨 운항을 중단하고, 기어박스 교환
- 2016년 7월 7일, 노르웨이 슈퍼퓨마 조사결과, 엔진과 (날개 회전을 담당하는) 로터 시스템을 연결하는 주기어박스의 감속기어모듈 내부 '2단계 위성기어'가 불량으로 확인되었다. 수리온도 동일부품을 사용하기 때문에 운항정지 및 부품교체를 했다. 수리온 헬기 50여대 중 30여대가 동일부품을 사용중이었다.
- 2017년 5월 24일, 수리온 헬기 좌측 상부 프레임(뼈대)에서 실금 발견. 20여일 동안 전체 운항정지. 8대에서 추가로 실금 발견
- 2018년 7월 17일, 마린온 정비 후 시험비행을 하던 중 10 m 상공에서 추락, 전소되어 5명 사망. 비행 중 메인 로터가 동체에서 분리되었다.(포항 마린온 추락 사고)이데일리 보관됨 2018-07-19 - 웨이백 머신

## 제원
일반 특성
- 조종사: 2명
- 수용인원: 9명
- 길이: 19.0 m (62.3 ft)
- 로터직경: 15.8 m (51.8 ft)
- 높이: 4.5 m (14.8 ft)
- 공허중량: 5,136 kg (11,324 lb)
- 연료량: 1,159 kg (2,556 lb)
- 유효하중: 3,572 kg (7,975 lb)
- 최대이륙중량: 8,709 kg (19,200 lb)
- 엔진: 2 × 한화테크윈 T700/701K (T700-GE-701C 개량형) 터보샤프트, 1,915 shp 최대

성능
- 최대수평속도 : 279 km/h (151 kts)
- 최대항속거리속도: 251 km/h (135Kts)
- 최대항속거리: 775 km (419 마일) - 보조연료탱크 장착
- 운용고도(Service Ceiling): 4,590 m (15,060 ft)

무장
- 2 x K-12 7.62mm 기관총

항전/생존 장비
- GARMIN G5000H Avionics Suite (수출형)
- GPS, INS, Radar, Digital Map, FLIR(EO/IR), TCAS II, HTAWS, ELT, AIS, HUMS, IRS, EWC, MWR, LWR, RWR, CMDS, OBIGGS 등

## 같이 보기
- 에어로스페시알 SA 330 퓨마, 최대이륙중량 7톤
- 유로콥터 AS332 슈퍼퓨마1, 최대이륙중량 9톤
- KAI 수리온, 최대이륙중량 8.7톤, 슈퍼퓨마1의 국산화
- 유로콥터 EC225 슈퍼퓨마2, 최대이륙중량 11톤